# Macarthur FC
El Macarthur Football Club, conegut comunament com els Bulls o simplement Macarthur, és un club de futbol professional australià amb seu a South Western Sydney, Nova Gal·les del Sud. Competeix a la principal competició de futbol d'Austràlia, la A-League, sota la llicència de les Lligues professionals australianes (APL). El 13 de desembre de 2018, es va anunciar que el club seria acceptat a l'A-League com a part del nou procés d'expansió. Va ser admès a la A-League el 2019. És un dels tres equips de Sydney de la lliga, els altres són el Sydney FC i el Western Sydney Wanderers.